# Miss Alagoas 2015
Miss Alagoas 2015 foi a 59ª edição do tradicional e principal concurso de beleza feminina do Estado, que teve como intuito selecionar dentre várias candidatas, a melhor alagoana, para que esta possa representar sua cultura e beleza no certame de Miss Brasil 2015. O evento é coordenado há anos pelo empresário Márcio Mattos e contou com a participação de dez candidatas municipais em busca do título que pertencia à Aline Macêdo, que por descontentamento com o coordenador, não passou a faixa a sua sucessora. O concurso foi realizado no Teatro do Maceió Mar Hotel com a apresentação de Jakelyne Oliveira, que também foi uma das responsáveis por coroar a vitoriosa da noite.

## Resultados

### Colocações
| Posição      | Município e Candidata                   |
| Miss Alagoas | - Maceió - Camila Leão                  |
| 2º. Lugar    | - Traipu - Karolaine Almeida            |
| 3º. Lugar    | - Quebrangulo - Joyce Louize            |
| 4º. Lugar    | - Palmeira dos Índios - Marina Monielle |
| 5º. Lugar    | - Arapiraca - Layssa Lana               |

### Ordem do Anúncio

#### Top 05
1. Arapiraca
2. Quebrangulo
3. Traipu
4. Maceió
5. Palmeira dos Índios

## Candidatas
As aspirantes ao título deste ano: 
| - Arapiraca - Laryssa Lana - Cacimbinhas - Gracinha Vieira - Maceió - Camila Leão - Matriz de Camaragibe - Jasmine Gusmão - Palmeira dos Índios - Marina Monielle | - Porto Calvo - Vanderlúcia Felix - Quebrangulo - Joyce Louize - São Miguel dos Campos - Márcia Pimentel - Traipu - Karolaine Almeida - Viçosa - Lavynya D'Aarc |

## Crossovers
Candidatas em outros concursos:

### Estadual
Miss Alagoas
- 2013: Palmeira dos Índios - Marina Monielle
  - (Representando a cidade de Palmeira dos Índios)

Miss Mundo Alagoas
- 2013: Maceió - Camila Leão (2º. Lugar) [5]
  - (Representando o Ateliê Renata Medeiros)

### Nacional
Miss Mundo Brasil
- 2014: Maceió - Camila Leão (Top 21)
  - (Representando o Estado do Alagoas)